# Theodoxus transversalis
Theodoxus transversalis е вид коремоного от семейство Неритови (Neritidae). Видът е застрашен от изчезване.

## Разпространение
Видът е разпространен в Австрия, България, Хърватия, Германия, Словакия, Унгария, Молдова, Румъния, Сърбия и Украйна.